# Carl Folcker
Carl Wilhelm Folcker (Filipstad, 1889. március 28. – Karlstad, 1911. július 3.) olimpiai bajnok svéd tornász.
Részt vett az 1908. évi nyári olimpiai játékokon, és tornában csapat összetettben aranyérmes lett.
Klubcsapata a Stockholms GF volt.